# رد لول، مونتگومری، آلاباما
رد لول (به انگلیسی: Red Level) یک منطقهٔ مسکونی در ایالات متحده آمریکا است که در آلاباما واقع شده است. رد لول ۱۰۴٫۸۵ متر بالاتر از سطح دریا قرار دارد.